# Tonna
Pour les articles homonymes, voir Tonna (homonymie).
Genre
Synonymes
- voir paragraphe #Synonymes

Tonna est un genre de mollusques marins de la classe des gastéropodes et de la famille des Tonnidae.

## Synonymes
- genre Cadium Link, 1807[1]
- genre Cadus Röding, 1798[1]
- sous-genre Dolium (Cadium) Link, 1807[1]
- sous-genre Dolium (Dolium) Lamarck, 1801[1]
- genre Dolium Lamarck, 1801[1]
- genre Foratidolium Rovereto, 1899[1]
- genre Macgillivrayia Forbes, 1852[1]
- genre Parvitonna Iredale, 1931[1]
- genre Perdix Montfort, 1810[1]
- sous-genre Tonna (Tonna) Brünnich, 1771[1]

## Liste des espèces
Selon World Register of Marine Species (1 septembre 2014) :
- Tonna alanbeui Vos, 2005
- Tonna allium (Dillwyn, 1817)
- Tonna ampullacea (Philippi, 1845)
- Tonna berthae Vos, 2005
- Tonna boucheti Vos, 2005
- Tonna canaliculata (Linnaeus, 1758)
- Tonna chinensis (Dillwyn, 1817)
- Tonna cumingii (Hanley in Reeve, 1849)
- Tonna deshayesii (Reeve, 1849)
- Tonna dolium (Linnaeus, 1758)
- Tonna dunkeri (Hanley, 1860)
- Tonna galea (Linnaeus, 1758) — Dolium géant ou Tonne cannelée.
- Tonna hawaiiensis Vos, 2007
- Tonna lischkeana (Küster, 1857)
- Tonna luteostoma (Küster, 1857)
- Tonna melanostoma (Jay, 1839)
- Tonna morrisoni Vos, 2005
- Tonna oentoengi Vos, 2005
- Tonna pennata (Mörch, 1853)
- Tonna perdix (Linnaeus, 1758) — Tonne perdix
- Tonna poppei Vos, 2005
- Tonna rosemaryae Vos, 1999
- Tonna sulcosa (Born, 1778)
- Tonna tankervillii (Hanley, 1860)
- Tonna tenebrosa (Hanley, 1860)
- Tonna tessellata (Lamarck, 1816)
- Tonna tetracotula Hedley, 1919
- Tonna variegata (Lamarck, 1822)
- Tonna zonata (Green, 1830)

## Galerie

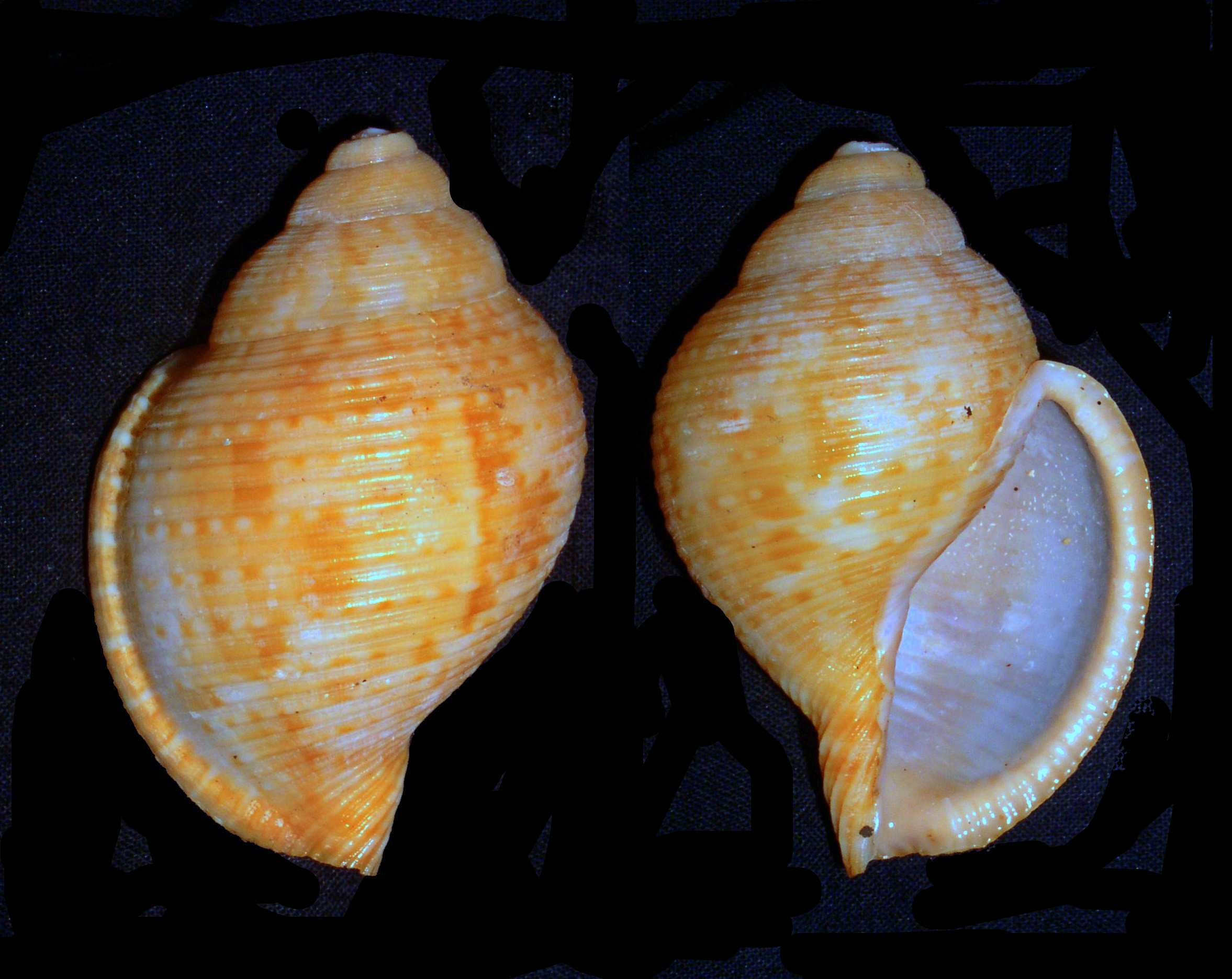
Tonna allium
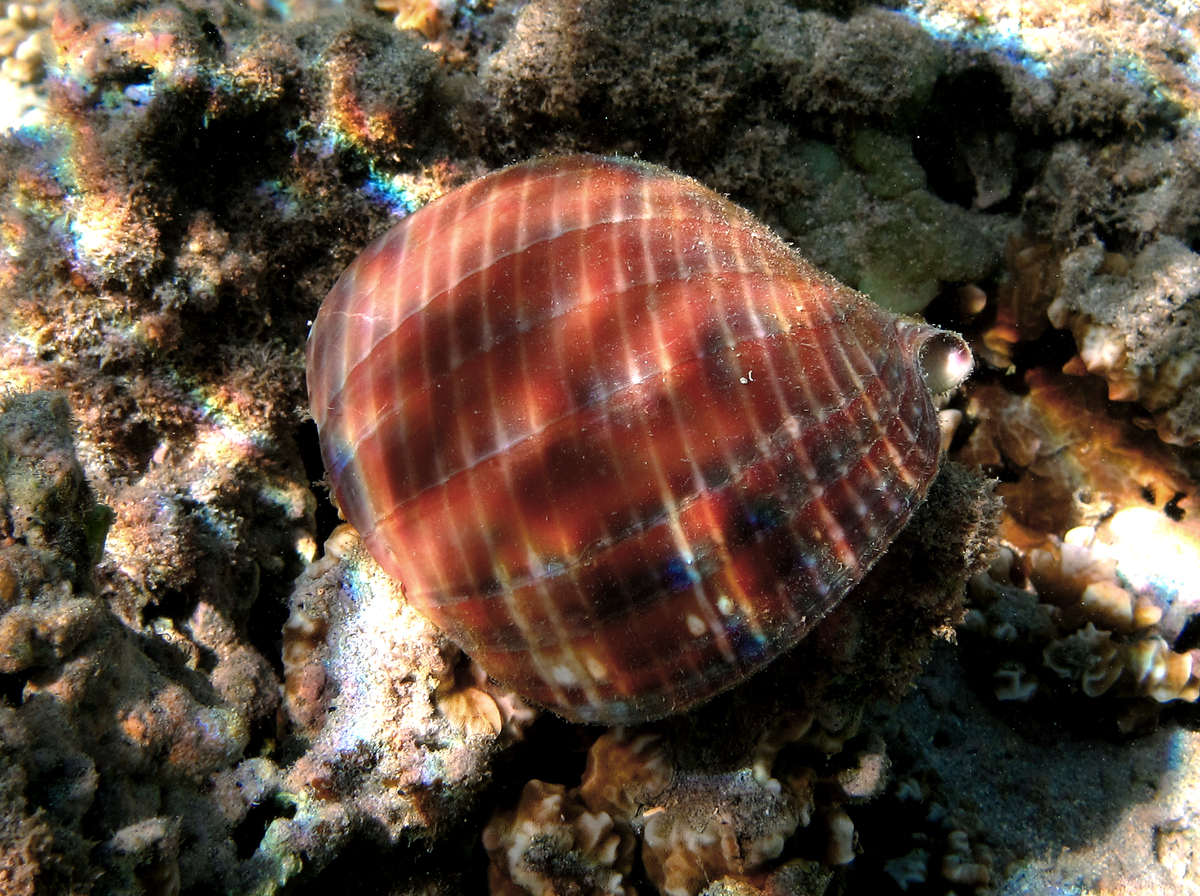
Tonna canaliculata
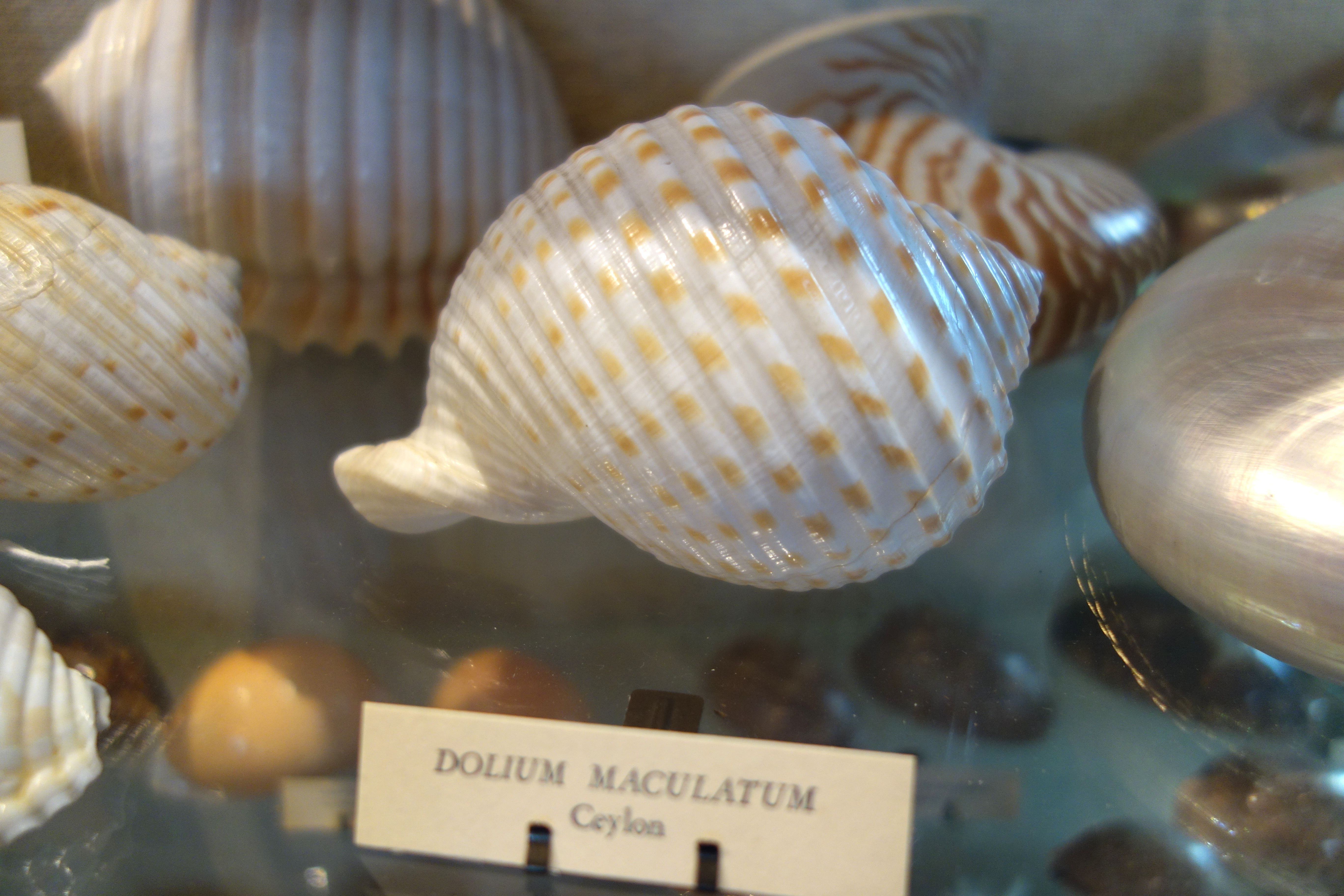
Tonna dolium
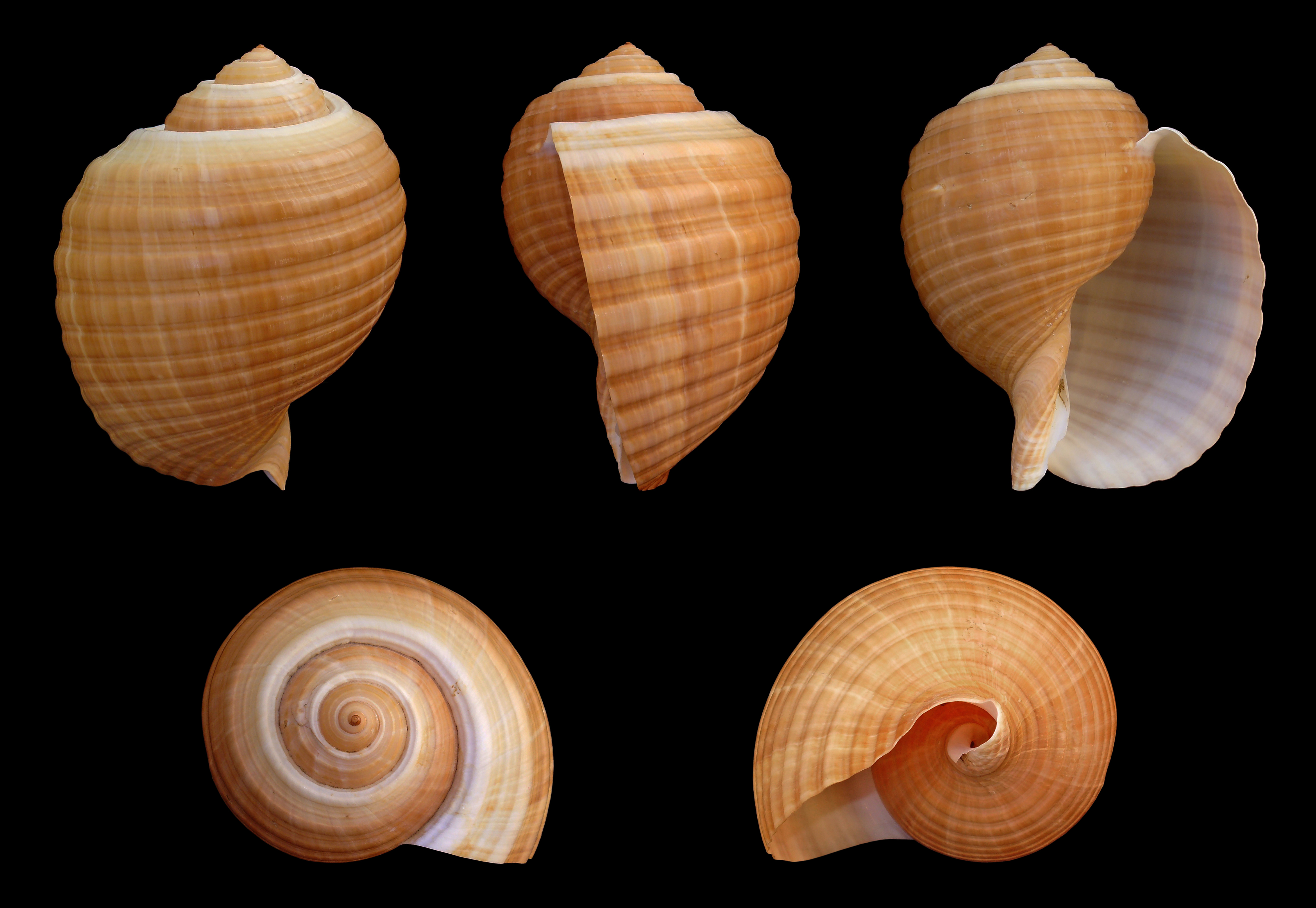
Tonna galea
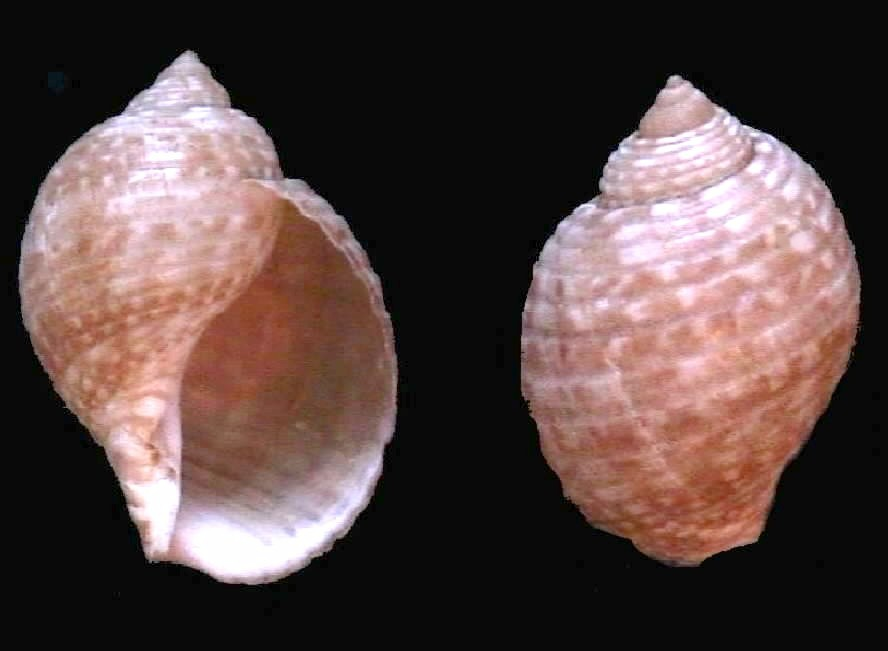
Tonna maculosa
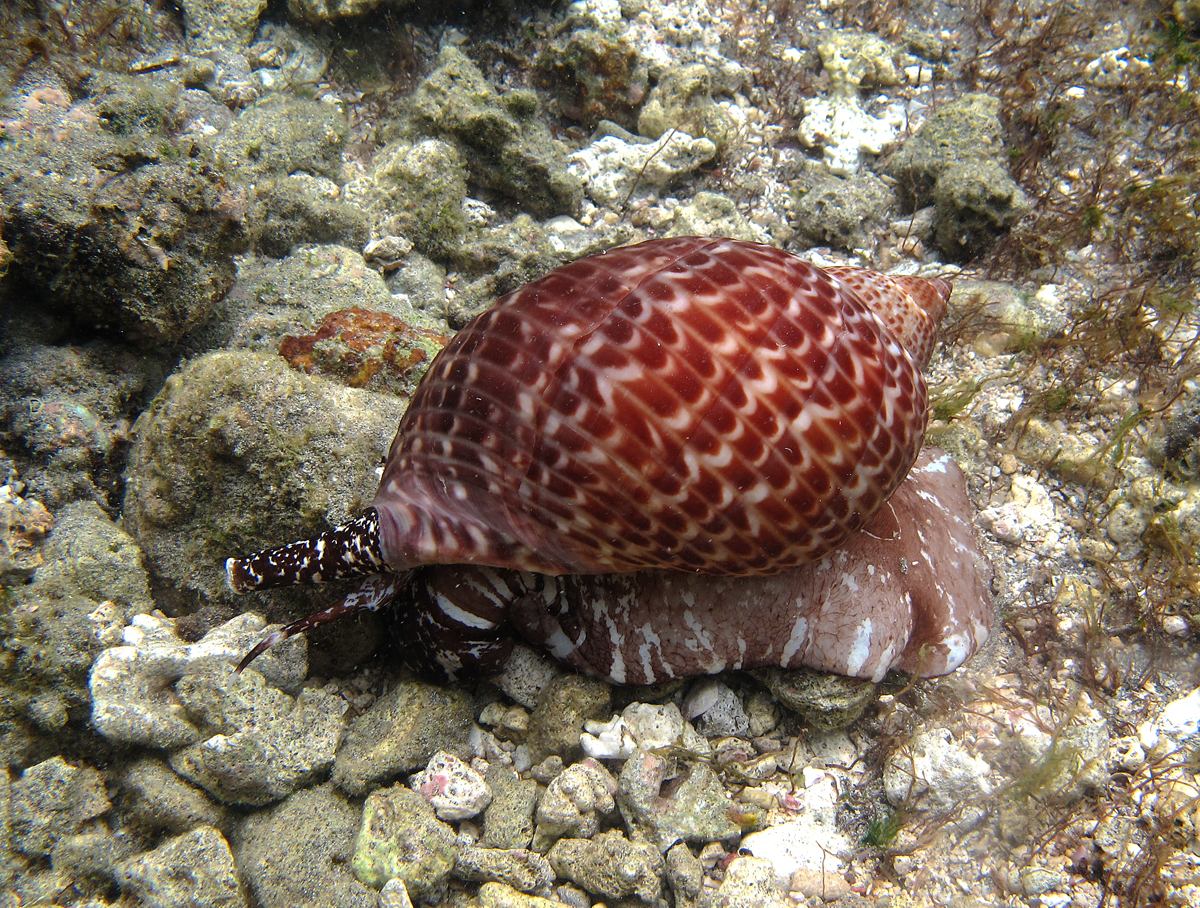
Tonna perdix
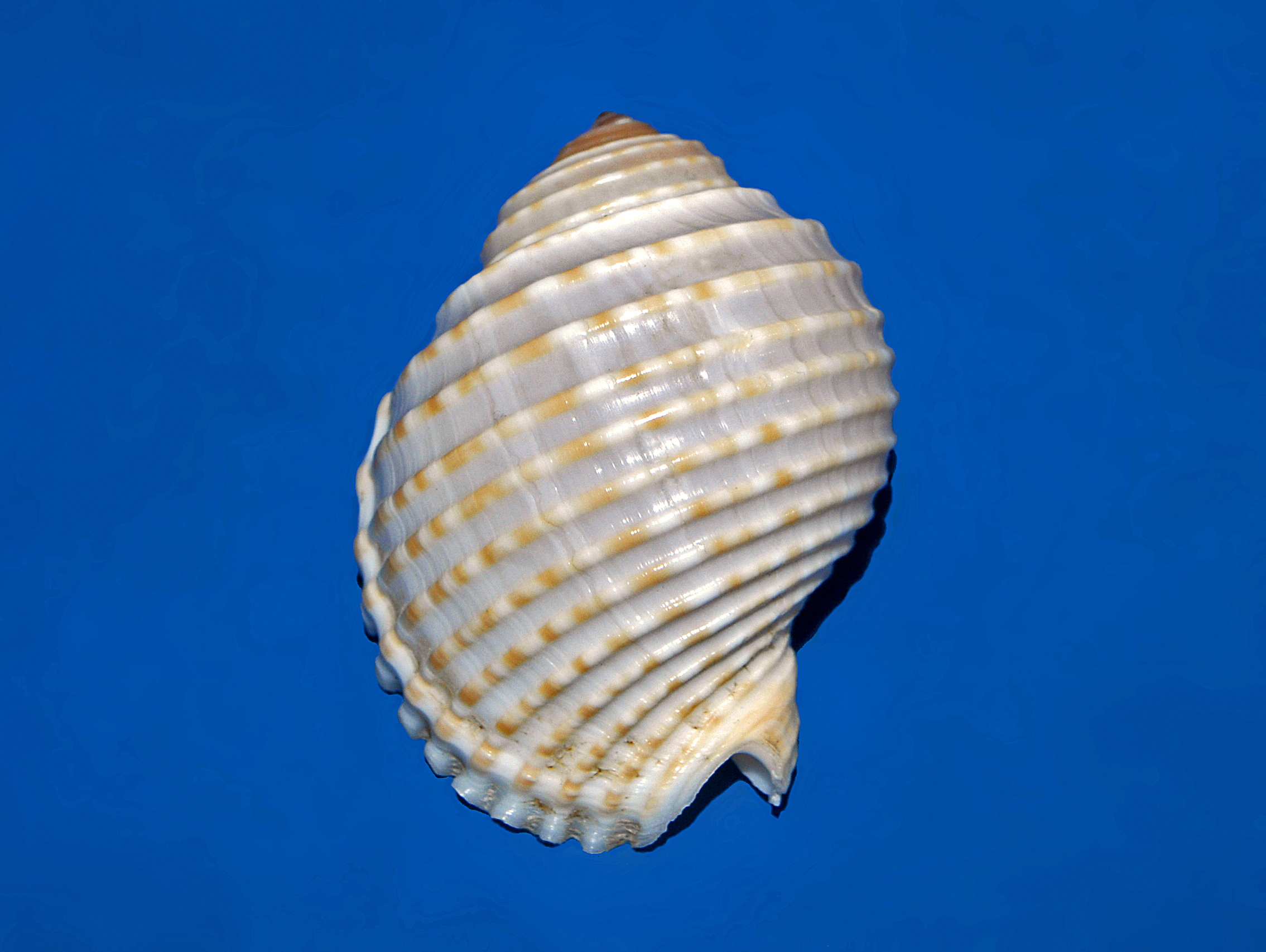
Tonna tessellata
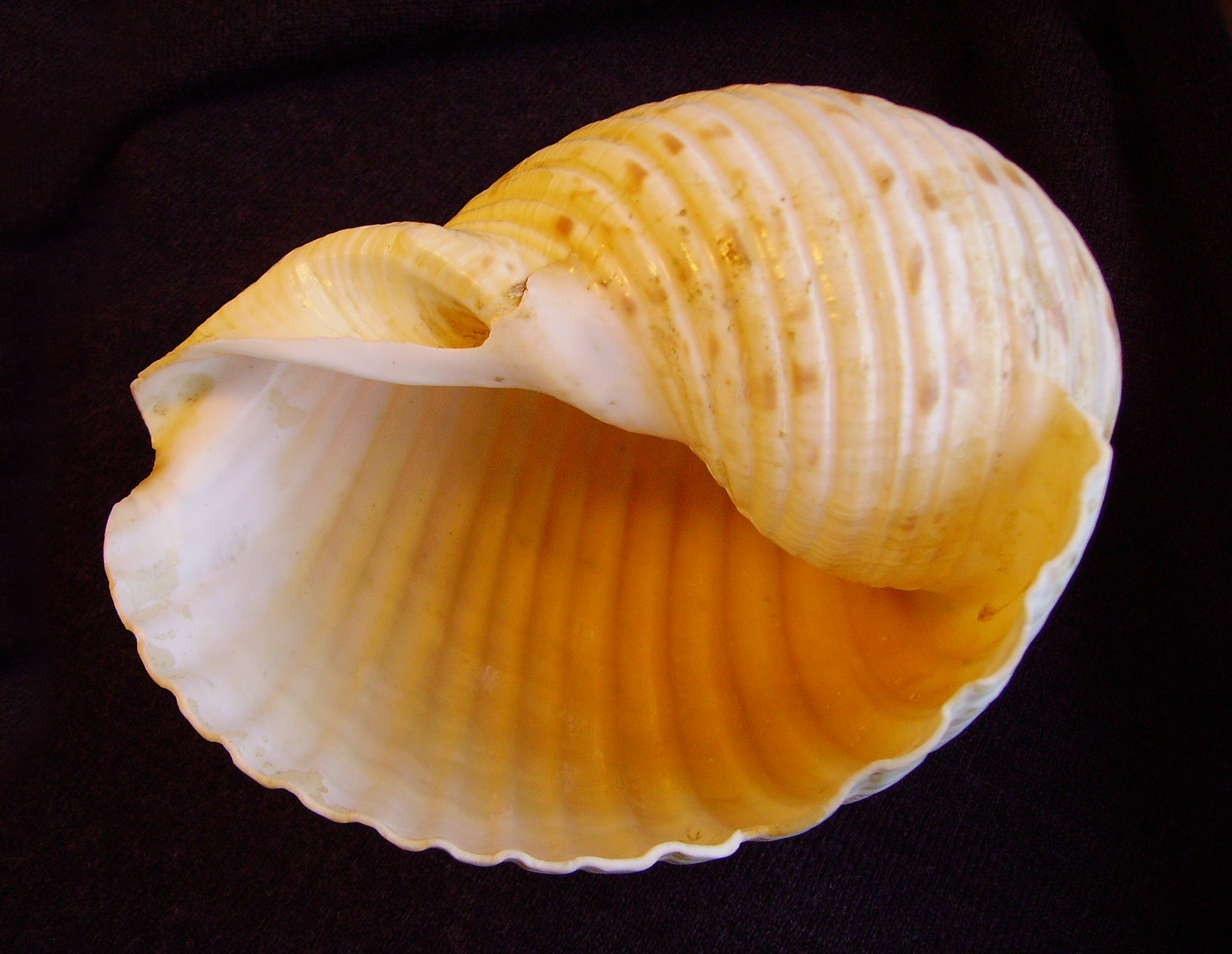
Tonna tankervillii